# Frances Coles
Frances Coles, alias Carroty Nell (pelo zanahoria), fue otra prostituta asesinada en East End a fines del siglo XIX. Inicialmente se pensó que era una nueva víctima del misterioso personaje conocido como Jack el Destripador, pero hoy día la posición que prevalece es que se trató de un asesino imitador. Al momento del fallecimiento, Frances Coles tenía 31 años, y vivía en una casa de huéspedes en White's Row.

## Biografía de Frances Coles y su trágico final
Frances Coles nació en Bermondsey, un distrito del sur de Londres, el 17 de septiembre de 1859. Era de procedencia humilde, siendo su padre, William James Coles, un zapatero de Publow, Somerset, y su madre, Mary Ann Carney, una ama de casa originaria de Armagh, Irlanda.
Fue considerada la víctima más atractiva de Jack the Ripper, y aunque algunos autores lo pusieron en duda, lo más probable es que gran parte de los primeros años de la vida de esta mujer transcurriesen en la pobreza. En su adolescencia se mudó con su familia a White Lion Court, barrio del distrito de Bermondsey, donde su padre cambió de empleo en un intento de mejorar la economía familiar.
En el año 1880, Frances abandonó el hogar paterno y pasó a vivir sola. Allí trabajó de dependienta en una farmacia al por mayor en la zona de Minories. A menudo se quejaba a su hermana mayor, Mary Ann, según narró ésta en la encuesta judicial, que la tarea que realizaba era dolorosa para sus nudillos –pues básicamente su labor consistía en tapar y destapar botellas-. Ese trabajo honesto le duró poco tiempo, ya que Coles pronto renunció al mismo.
No hay certeza de la fecha cuando la mujer comenzó a dedicarse a la prostitución, pero James Murray, un ex cliente, declaró a la policía que tenía conocimiento de que la chica había estado ejerciendo el meretricio en las áreas de Whitechapel, Shoreditch, Bow, durante ocho años antes de producirse su deceso. Este testimonio fue corroborado por declaraciones coincidentes y, por ende, se estima que en algún momento del año 1883, Frances Coles dio inicio a la actividad en las calles vendiendo su cuerpo para sobrevivir.
El 13 de febrero de 1891, el policía Benjamín Leeson acudió presuroso en respuesta a unos insistentes silbidos que pedían auxilio. Aquella madrugada un frío glacial azotaba a Londres, y en las calles desiertas la niebla le ganaba espacio a la lánguida luz de las farolas a gas.
La ronda de este custodio iba desde la Casa de la Moneda hacia el barrio de Shallow Gardens. Esta zona circundaba un arco de puente en torno al cual discurría un ferrocarril y abarcaba las calles Royal Mint y Chambers.
En Shallow Gardens fue donde Leeson se encontró con el responsable de los estridentes llamados: el juvenil agente de la Policía Metropolitana Ernest Thomson, quien ante la pregunta de su colega respondió que acababan de matar a otra mujer.
Muy nervioso, y tras hacer una pausa para tomar aliento, el bisoño vigilante exclamó: “Ha sido Jack el Destripador”. Acto seguido, apuntó con su dedo índice hacia el bulto, que caído sobre los adoquines interrumpía el paso.
Se trataba del cuerpo de una joven cuya vestimenta lucía desarreglada, y a la cual habían atacado encarnizadamente. Un profundo tajo abría su cuello y exhibía otras heridas, también sangrantes, en la región inferior del tronco.
Los policías conocían de vista a la víctima, una ramera local de veintiséis años, cuyo alias “Carroty Nell” –por su cabello color zanahoria- ocultaba su nombre real de Frances Coles.
La muchacha se afincaba en una casa de huéspedes sita en la calle Thawl, y se supo que en la noche de su óbito un hombre la había visitado allí. El arrendador suministró a la policía la descripción de ese acompañante. Se acordaba bien de él, pues luego de visitar a la mujer y retirarse, el individuo retornó horas más tarde a la pensión solicitando que le dieran alojamiento.
Estaba maltrecho, con las ropas manchadas de sangre, y adujo que unos bribones lo habían agredido para robarle.
Pronto detuvieron al sospechoso, un marino de cincuenta y tres años que trabajaba de fogonero llamado Thomas James Sadler, pero luego de un breve juicio, fue puesto en libertad por ausencia de pruebas que lo incriminasen en el homicidio de Frances Coles.
Cierta prensa atribuyó el violento deceso de la bonita pelirroja a Jack el Destripador, y el suyo devino el último de los crímenes cometidos en Gran Bretaña que se quiso incluir dentro del elenco fatal del depredador de Whitechapel.
Sin embargo, andando el tiempo, se consideró que se trataba de un asesinato de imitación, similar pero perpetrado mediante otro modus operandi por un ultimador diferente. Esta posición prevalece hasta el día de hoy.